# L'Hermine
L'Hermine fou una revista bretona fundada el 1890 per Louis Tiercelin, que la dirigí durant 22 anys. Es va fer famós per organitzar Sopars Cèltics als salons Gaze de Rennes, que van prendre el relleu dels organitzats el 1879 per Narcisse Quellien al voltant d'Ernest Renan. Hi participaren els autors bretons més coneguts (Charles Le Goffic, Anatole Le Braz, François-Marie Luzel) així com joves talents i poetes que van prendre notorietat a la revista (Eugène Herpin, Sophie Hue, Jos Parker, Marie de Valandré …). Edouard Beaufils, secretari de L'Hermine, hi publicà el seu "Bulletin séparatiste de la Bretagne autonome".